# Sapporo Dome
O Sapporo Dome (japonês: 札幌ドーム, Hepburn: Sapporo Dōmu) é um estádio localizado em Sapporo, na ilha de Hokkaido, norte do Japão.
Inaugurado em Março de 2001, com 42.122 lugares, é utilizado em jogos de baseball e futebol. Sediou 3 partidas da 1.ª Fase da Copa do Mundo de 2002.
Ficou conhecido pelo seu sistema onde o gramado se movimenta para fora do estádio (semelhante ao University of Phoenix Stadium nos EUA e a Veltins-Arena na Alemanha).
O Sapporo Dome tem dois gramados: um artificial e fixo (para jogos de baseball) e um natural e móvel (para jogos de futebol).
Os times mandantes do estádio são o Hokkaido Nippon Ham Fighters de beisebol que disputa a NPB e o Consadole Sapporo de futebol que disputa a J. League.
Recebeu as partidas eliminatórias do futebol nos Jogos Olímpicos de Verão de 2020.

## Jogos da Copa do Mundo de 2002
- 1 de Junho: Grupo E  Alemanha 8 - 0  Arábia Saudita

- 3 de Junho: Grupo G  Itália 2 - 0  Equador

- 7 de Junho: Grupo F  Argentina 0 - 1  Inglaterra

## Galeria
- Exterior do estádio
- Gramado retrátil no exterior do estádio
- Configuração para futebol
- Configuração para rugby
- Configuração para beisebol